# Валериана гималайская
Валериана гималайская или Валериана индийская, (лат. Valeriána jatamansi), это высокогорное многолетнее травянистое растение из рода Валериана семейства Жимолостные так же часто называется Тагарой и Валерианой джатаманси. В средневековье называлась Нардом древних, Джатаманси или Сумбул и отождествлялась с Нардом . Это ценное лекарственное и ароматическое растение, применяемое в Аюрведе, используется как снотворное, успокоительное, противосудорожное, седативное, адаптогенное, аналептическое, ветрогонное, желудочное средство. Из корневищ Валерианы индийской с помощью паровой дистилляции получают эфирное масло с очень сильным валериановым ароматом, более приятным чем у Валерианы лекарственной, которое применяется в качестве успокоительного.
Род Валериана насчитывает около 200 видов и распространен по всему миру. Валериана индийская имеет более чем тысячелетнюю историю традиционного применения в системах Аюрведы (Самхита и Сушрута), медицины Юнани, которые описывают ее применение при ожирении, кожных болезнях, психических расстройствах, эпилепсии и отравлении змеиным ядом. Экстракты из корневищ Валерианы джатаманси используются в качестве фитотерапевтического седативного средства в современной фармакологии. Биологическая и терапевтическая активность в значительной степени объясняется наличием в корневищах валепотриатов.

## Описание

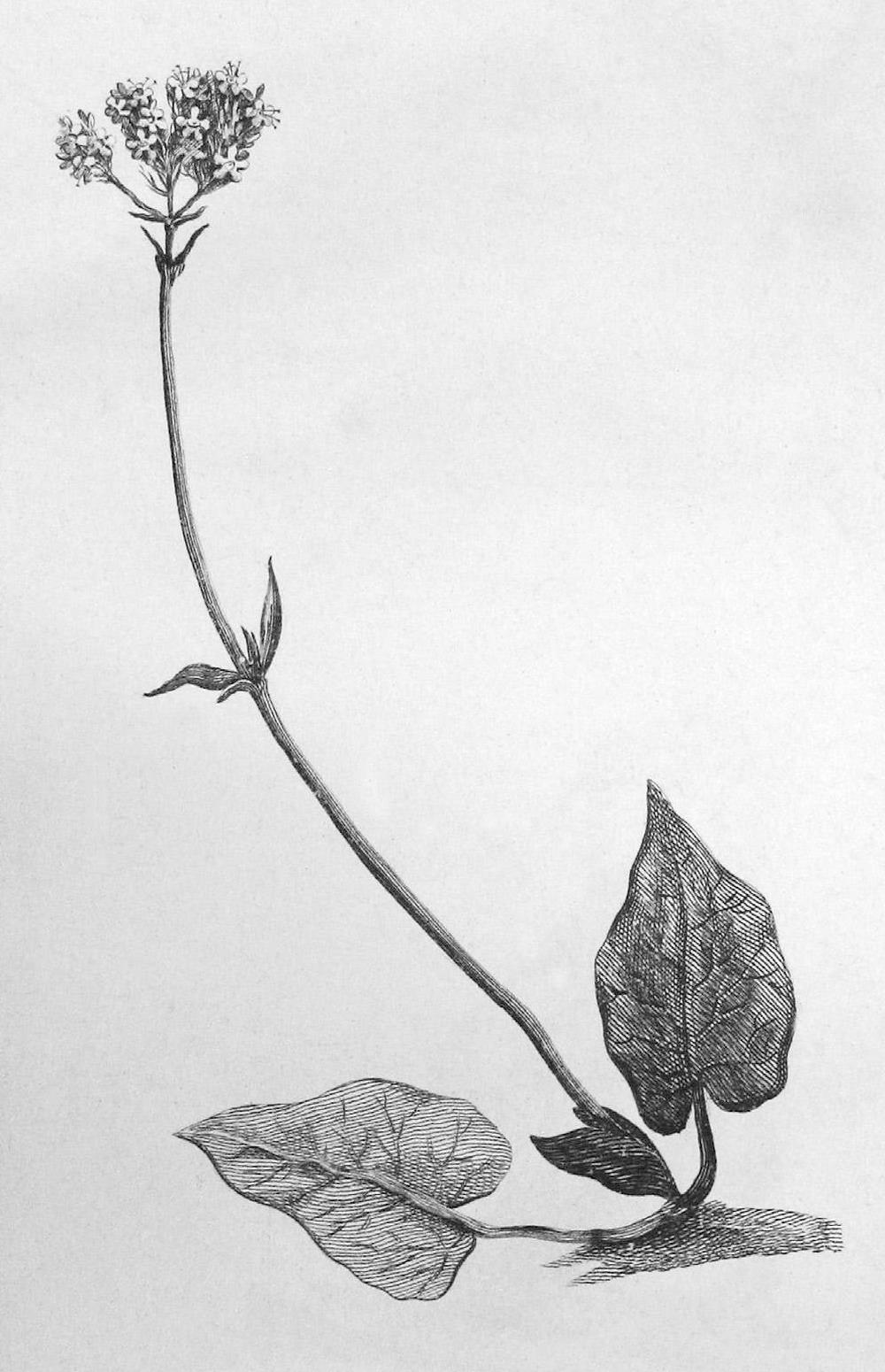
Внешний вид Валерианы индийской

Валериана гималайская произрастает в Индии, Непале, Пакистане и Китае. Это важнейший заменитель Валерианы лекарственной, которая произрастает в Европе и традиционно применяется при ожирении, проблемах со сном, нервных расстройствах, кожных болезнях и отравлении змеиным ядом. Штат Уттаракханд — это северо-западная часть индийских Гималаев, которые представлены горным регионом с особыми агроклиматическими условиями варьирующими от тропических до альпийских, что обуславливает высокое биоразнообразие местности. Валериана индийская произрастает на высоте 1-4 км. Высота зеленой части растения 14-45 см, листья прикорневые яйцевидно-сердцевидные на длинных черешках, корневище длинное желтовато-коричневое и обильно покрыто тонкими корешками, отчего внешне напоминает корневища Нарда. Корни и корневища Валерианы индийской обладают сильным ароматом и содержат до 2 % эфирного масла. Цветки розовато-белого или беловатого цвета, расположены на верхушечном щитке диаметром приблизительно 3-8 см. Цветки однополые, с мужскими и женскими цветками на разных растениях. Семена мелкие и гладкие, иногда опушенные.
В 1918 году сообщалось о обнаружении 5 различных видов Валерианы, среди них V. dioica L., V. pyrolaefolia, V. stracheyi, V. jatamansi DC., и V. hardwickii, на высоте 1500 ± 4300 метров. Дополнительное исследовании морфологии, распространения и биоразнообразия индийских видов Валерианы показало, что существует не менее 16 видов или подвидов, среди которых V. wallichii DC. (V. jatamansi), V. himalayana (V. dioica L.), V. pyrolaefolia, V. mussooriensis, V. hardwickii. var. hardwickii, and V. hardwickii. var. arnottiana (Wt. C.B.) встречаются в гималайских горах на территории штата Уттаракханд.